# ليلى سليمان
ليلى سليمان (1981 في القاهرة - ) درامية، ومخرجة مسرحية، ومؤدية من مصر.